# Sophie Huet
Pour les articles homonymes, voir Huet.
Sophie Huet, née le 20 janvier 1953 à Paris et morte le 29 juillet 2017 à Neuilly-sur-Seine, est une journaliste française. 

## Biographie
Sophie Huet est titulaire d'un diplôme d'études universitaires générales (DEUG) de droit privé.
Elle commence sa carrière en 1976 au journal L'Aurore, d'abord au service éducation, puis aux informations générales. En 1977, elle rejoint le service politique de ce journal, puis le service politique du Figaro en avril 1980. Elle est accréditée au Parlement dès 1978.
Ce fut la première femme présidente de l'Association des journalistes parlementaires de décembre 2006 à juillet 2017,.

### Vie privée
Sophie Huet épouse en premières noces François Montrognon de Salvert puis, en secondes noces, le 30 janvier 1999 à Paris, Lucien Neuwirth, homme politique connu pour son action dans la Résistance et pour la loi Neuwirth, qui légalise l'usage de contraceptifs en 1967,.

## Décoration

### Décoration française
- Officier de la Légion d'honneur (2010)[8]

## Ouvrages
- Tout ce que vous direz pourra être retenu contre vous : ou les petites phrases du septennat, Éditions Jean Picollec, 1er janvier 1981, 149 p. (ISBN 978-2-86477-020-6).
- Quand ils faisaient la guerre, Plon, 1er décembre 1993, 391 p. (ISBN 978-2-259-02613-0).
- Coécrit avec Philippe Langenieux-Villard, La Communication politique, Presses universitaires de France, 25 septembre 2015, 209 p. (ISBN 978-2-13-068457-2, lire en ligne).